# حس ششم (فیلم)
حس ششم (به انگلیسی: The Sixth Sense) یک فیلم در ژانر فراطبیعی ترسناک به کارگردانی ام. نایت شیامالان محصول سال ۱۹۹۹ است.
بازیگران اصلی فیلم بروس ویلیس و هالی جوئل آزمنت هستند.
این فیلم نامزد شش جایزه اسکار از جمله بهترین فیلم سال و بهترین کارگردانی سال شد. همچنین یکی از ۲۵۰ فیلم برتر وبگاه بانک اطلاعات اینترنتی فیلم‌ها است.
این فیلم با بودجهٔ ۴۰ میلیون دلار ساخته شد و توانست بیش از ۶۷۲ میلیون دلار درآمد داشته باشد.

## خلاصه داستان
فیلم، داستان یک روان‌شناس کودکان به نام مالکوم کرو را روایت می‌کند که سعی در بهبود وضعیت یک کودک دارد. این پسر کوچک که نامش کول است، ادعا می‌کند که ارواح را می‌بیند و از این موضوع می‌ترسد. کرو در ابتدا گمان می‌کند که کول دچار بیماری روانی توهم است و سعی می‌کند تا او را درمان کند؛ اما اوضاع آنطوری که او انتظار دارد پیش نمی‌رود.

## مشروح داستان
در فیلادلفیا، روان‌شناس کودک، مالکوم کرو، در خانه با همسرش آنا است که «وینسنت گری»، بیماری سابق او، به خانه‌شان یورش می‌برد. وینسنت مالکوم را متهم می‌کند که به او کمک نکرده، سپس به مالکوم شلیک می‌کند و در ادامه خودکشی می‌کند.
ماه‌ها بعد، مالکوم با پسربچه‌ای ۹ ساله به نام «کول سیر» کار می‌کند که او را به یاد وینسنت می‌اندازد. مالکوم احساس می‌کند که باید به کول کمک کند تا ناکامی‌اش در درمان وینسنت را جبران کند و رابطه‌اش را با آنا، که نسبت به او سرد و بی‌اعتنا شده، بازسازی کند. مادر کول، «لین»، نگران حال پسرش است، به‌ویژه پس از مشاهدهٔ نشانه‌هایی از آسیب فیزیکی. در جشن تولدی، هنگامی که قلدرهای مدرسه متوجه ترس کول از یک گنجه می‌شوند، او را درون آن حبس می‌کنند. کول در ترس و وحشت فریاد می‌زند، گویی کسی با او درون گنجه است. وقتی آزاد می‌شود، بیهوش می‌شود و آثار ضرب‌وشتم در او دیده می‌شود که مادرش آن را به زورگویی بچه‌ها نسبت می‌دهد. پس از این رویداد، کول راز خود را با مالکوم در میان می‌گذارد: او مردگان را می‌بیند.
مالکوم در ابتدا گمان می‌کند که کول دچار  روان‌گسیختگی است و تصمیم می‌گیرد پروندهٔ او را ببندد. اما پس از گوش دادن به نوار صوتی یکی از جلساتش با وینسنت، صدای مردی را می‌شنود که به زبان اسپانیایی کمک می‌خواهد، در حالی که وینسنت می‌بایست تنها در اتاق می‌بود. این موضوع نشان می‌دهد که وینسنت نیز همین توانایی را داشته. مالکوم درمی‌یابد که کول حقیقت را می‌گوید و به او پیشنهاد می‌دهد که با ارواح گفت‌وگو کند و سعی کند به آن‌ها کمک کند تا بتواند بر ترسش غلبه کند.
شبی، کول روح دختربچه‌ای به نام «کایرا کالینز» را می‌بیند که در حال استفراغ است. او هویت او را درمی‌یابد و به همراه مالکوم به مراسم ختم در خانهٔ او می‌رود. کایرا در اتاقش نوار ویدئویی‌ای را به کول می‌دهد تا به پدرش بدهد. در نوار دیده می‌شود که مادر کایرا غذای او را مسموم می‌کرده است. پدر کایرا با دیدن این نوار، علت مرگ دخترش را درمی‌یابد و جان دختر کوچک‌ترش را نجات می‌دهد.
نقش اصلی نمایش مدرسه به کول داده می‌شود. او با راهنمایی روح کارگردانی تمرین می‌کند و با موفقیت نمایش را اجرا می‌کند، در حالی که مالکوم تماشاگر اوست. پیش از خداحافظی، کول به مالکوم پیشنهاد می‌دهد که وقتی آنا خواب است با او صحبت کند تا آنا بتواند احساساتش را بشنود. سپس کول راز خود را با مادرش لین در میان می‌گذارد. وقتی او باور نمی‌کند، کول می‌گوید که مادربزرگ مرده‌اش به دیدارش می‌آید و جزئیاتی از کودکی لین را بازگو می‌کند که نمی‌توانست آن‌ها را بداند. لین که شگفت‌زده شده، حرف او را باور می‌کند.
مالکوم به خانه بازمی‌گردد و می‌بیند که ویدئوی مراسم ازدواجش در حال پخش است و آنا در خواب با خود می‌گوید چرا او را ترک کرده. در همین هنگام حلقهٔ ازدواج از دست آنا می‌افتد و مالکوم متوجه می‌شود که خودش آن را به دست ندارد. او با یادآوری گفتهٔ کول که «مردگان فقط آن‌چه را که می‌خواهند ببینند، می‌بینند»، جای زخم گلوله را پیدا می‌کند و درمی‌یابد که در همان شب نخست مرده است. او در تمام این مدت، در حالی که روح بوده، با کول کار می‌کرده است. مالکوم این واقعیت را می‌پذیرد که مرده است و به آنا می‌گوید که باید به کسی کمک می‌کرده. او تأکید می‌کند که آنا هیچ‌گاه در زندگی‌اش در درجهٔ دوم نبوده و دوستش دارد. چهرهٔ آنا آرام می‌شود، نشانه‌ای که او در آرامش قرار گرفته و می‌تواند ادامه دهد، و روح مالکوم در نوری درخشان ناپدید می‌شود.